# Los Telares
Los Telares est une ville de la province de Santiago del Estero, en Argentine, et le chef-lieu du département de Salavina. Elle est située à 155 km (247 km par la route) au sud-est de la capitale provinciale.